# Comuna Iaslovăț, Suceava
Iaslovăț (în germană Iazlowetz) este o comună în județul Suceava, Bucovina, România, formată numai din satul de reședință cu același nume.

## Istoric
Comuna Iaslovăț a fost desființată în mod de regimul comunist și trecută ca sat în componența comunei Milișăuți (care s-a numit în perioada 1976-1996 Emil Bodnăraș, astăzi oraș), aflată la 6 km depărtare.
La data de 29 iulie 2001, a avut loc un referendum local prin care majoritatea (97,6%) locuitorilor, au votat pentru reînființarea comunei Iaslovăț, prin desprinderea acesteia din comuna Milișăuți. Ca urmare a acestui vot, la data de 27 iunie 2002, Parlamentul României a aprobat Legea nr. 432 care consfințea reînființarea comunei Iaslovăț.

## Demografie
Componența etnică a comunei Iaslovăț
     Români (93,25%)
     Alte etnii (0%)
     Necunoscută (6,75%)
Componența confesională a comunei Iaslovăț
     Penticostali (50,37%)
     Ortodocși (38,52%)
     Adventiști (3,89%)
     Alte religii (0,24%)
     Necunoscută (6,99%)
Conform recensământului efectuat în 2021, populația comunei Iaslovăț se ridică la 4.624 de locuitori, în creștere față de recensământul anterior din 2011, când fuseseră înregistrați 3.163 de locuitori. Majoritatea locuitorilor sunt români (93,25%), iar pentru 6,75% nu se cunoaște apartenența etnică. Din punct de vedere confesional, majoritatea locuitorilor sunt penticostali (50,37%), cu minorități de ortodocși (38,52%) și adventiști (3,89%), iar pentru 6,99% nu se cunoaște apartenența confesională.

## Politică și administrație
Comuna Iaslovăț este administrată de un primar și un consiliu local compus din 15 consilieri. Primarul, Ion Cotoară[*], de la Partidul Social Democrat, este în funcție din 2004. Începând cu alegerile locale din 2024, consiliul local are următoarea componență pe partide politice:
|  | Partid                    | Consilieri | Componența Consiliului | Componența Consiliului | Componența Consiliului | Componența Consiliului | Componența Consiliului | Componența Consiliului | Componența Consiliului | Componența Consiliului | Componența Consiliului |
|  | ------------------------- | ---------- | ---------------------- | ---------------------- | ---------------------- | ---------------------- | ---------------------- | ---------------------- | ---------------------- | ---------------------- | ---------------------- |
|  | Partidul Social Democrat  | 9          |                        |                        |                        |                        |                        |                        |                        |                        |                        |
|  | Partidul Național Liberal | 6          |                        |                        |                        |                        |                        |                        |                        |                        |                        |

## Recensământul din 1930
Componența etnică a comunei Iaslovăț
     Români (97%)
     Germani (1,4%)
     Evrei (0,8%)
     Altă etnie (0,8%)
Componența confesională a comunei Iaslovăț
     Ortodocși (96,8%)
     Evanghelici\Luterani (0,8%)
     Romano-catolici (0,65%)
     Mozaici (0,8%)
     Adventiști de ziua a 7-a (0,65%)
     Altă religie (0,3%)
Conform recensământului efectuat în 1930, populația comunei Iaslovăț se ridica la 2.060 locuitori. Majoritatea locuitorilor erau români (97,0%), cu o minoritate de germani (1,4%) și una de evrei (0,8%). Restul locuitorilor s-au declarat: ruteni (6 persoane), ruși (1 persoană), polonezi (2 persoane). Din punct de vedere confesional, majoritatea locuitorilor erau ortodocși (96,8%), dar existau și minorități de evanghelici\luterani (0,8%), romano-catolici (0,65%), mozaici (0,8%) și adventiști (0,65%). Restul locuitorilor au declarat: religie nedeclarată (8 persoane).

## Bustul lui Emil Bodnăraș din centrul satului

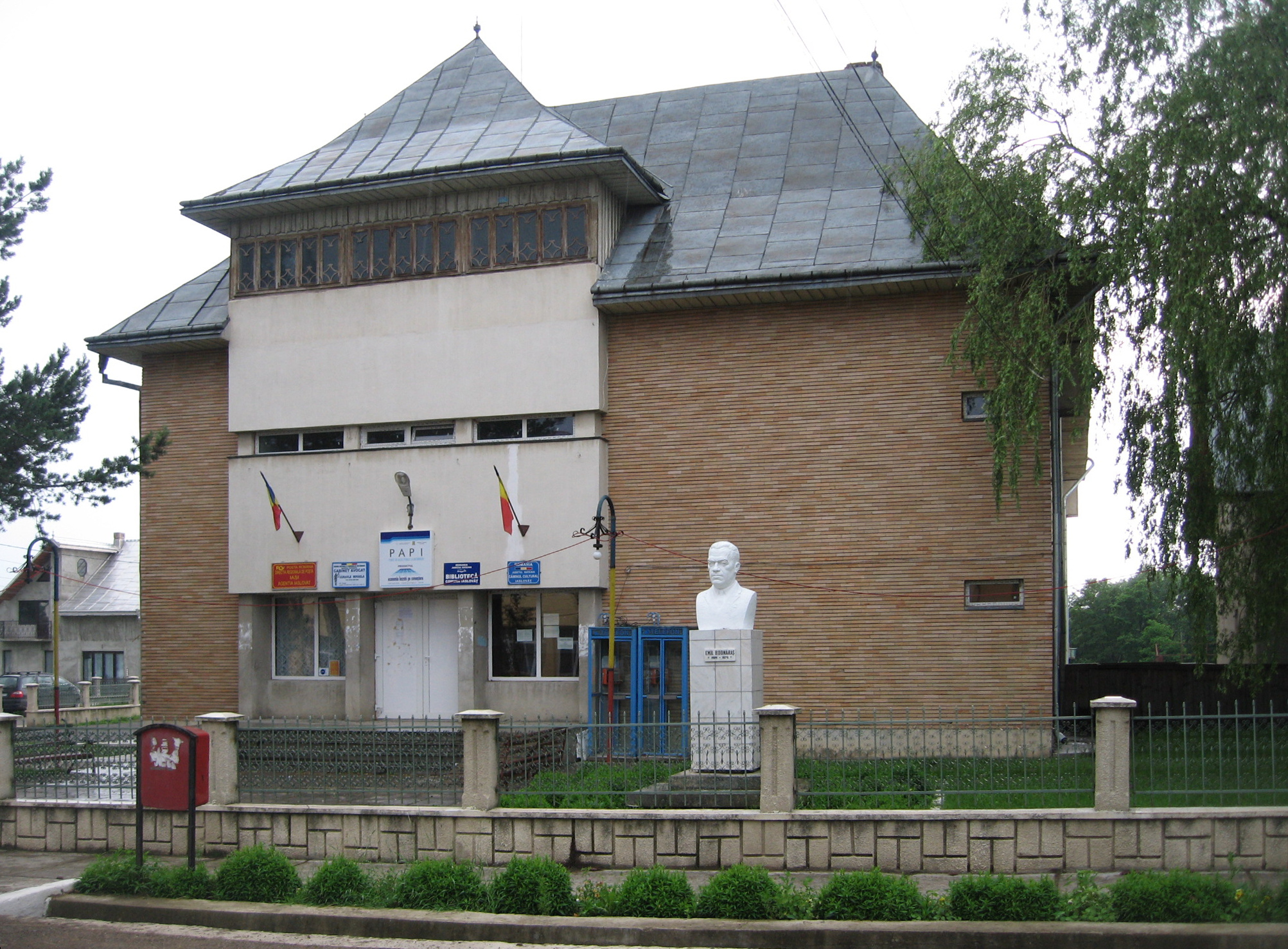
Bustul lui Emil Bodnăraș din Iaslovăț.

În centrul comunei Iaslovăț, în fața Căminului Cultural din sat, a fost amplasat bustul din bronz al liderului comunist Emil Bodnăraș, fiu al satului. Acesta a fost luat de pe soclu după Revoluția din decembrie 1989 și după cum spun sătenii, vreo 4 săteni l-au predat preotului paroh de atunci, Dan Mihoc, pentru confecționarea unui clopot . Prototipul după care s-a făcut bustul, realizat din ipsos și fibre de cânepă, a fost gasit în podul Școlii Generale din comuna Milișăuți, fostă Emil Bodnăraș.
În august 2003, la propunerea primarului din Iaslovăț, Toader Strugari, în baza acordului Consiliului Local și la cererea majorității localnicilor, care au argumentat că Emil Bodnăraș a ajutat satul natal, a fost amplasat prototipul bustului pe vechiul amplasament.
Reamplasarea bustului a stârnit nemulțumirea filialei PNȚCD Rădăuți, care au acuzat "lipsa de atitudine a autorităților în drept, și anume Consiliul Județean și Prefectura, care, prin lipsa de reacție, devin complicele unor primari, cum este Toader Strugari, care se consideră deasupra legii și împotriva integrării firești a României în structurile euro-atlantice" . Reacții au venit și din partea profesorului Marian Olaru, doctor în istorie, cercetător științific la Centru de Studii "Bucovina" al Academiei Române care îi consideră pe cei care au repus bustul ca fiind "iresponsabili" .

## Personalități locale
- Emil Bodnăraș (1904-1976), marcant lider comunist și general, născut la Iaslovăț și înmormântat lângă biserica din cimitir. El a contribuit la asfaltarea de drumuri, a construit o biserică, o moară și căminul cultural.[10].

- Manole Bodnăraș (1909-1985), lider comunist și conducător al mișcării sportive și olimpice din România comunistă, fratele lui Emil Bodnăraș, înmormântat în cimitirul din sat

## Fotogalerie

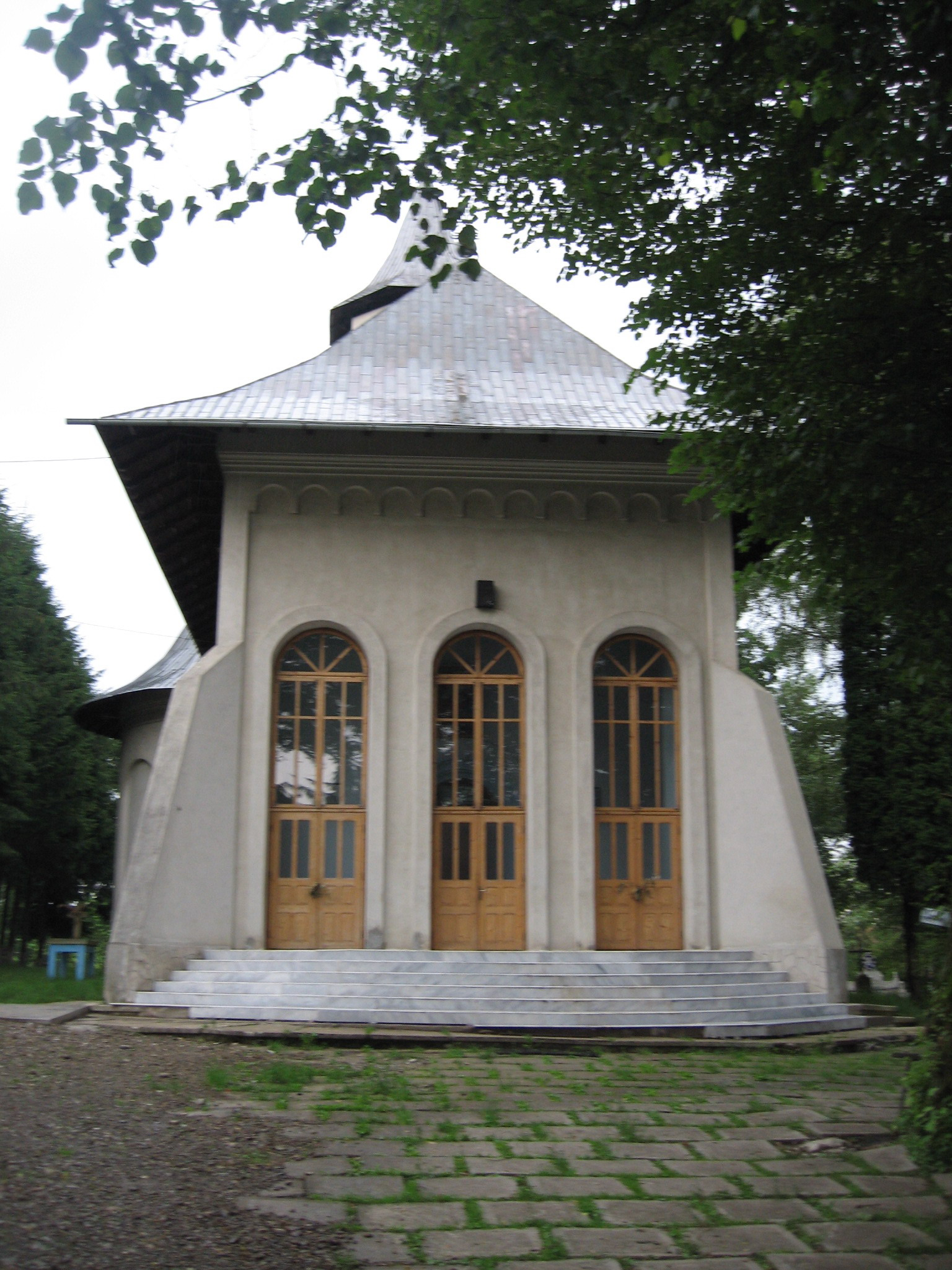
Biserica cimitirului din Iaslovăț
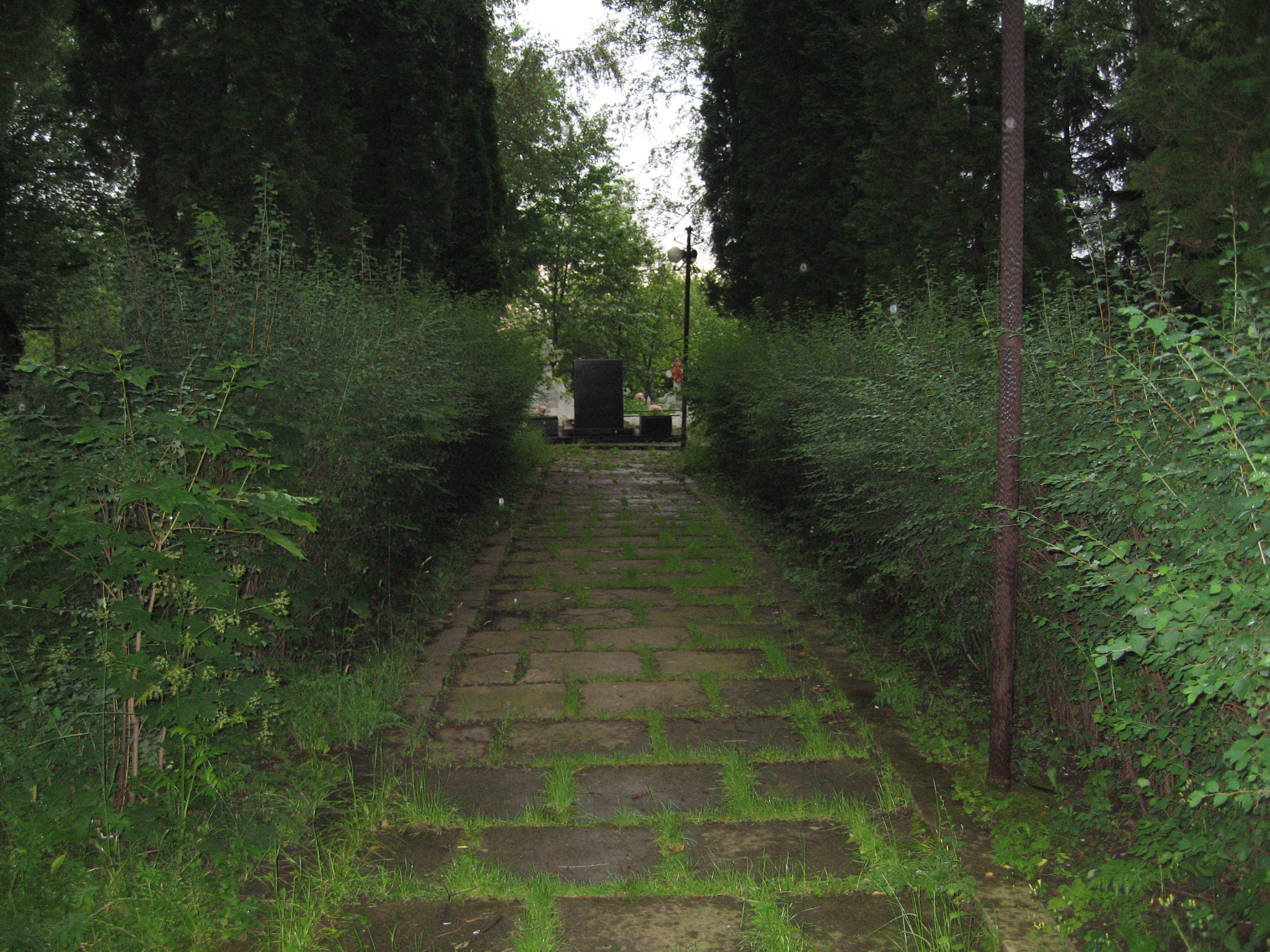
Mormântul lui Emil Bodnăraș din Iaslovăț
Mormântul lui Emil Bodnăraș din Iaslovăț
Bustul lui Emil Bodnăraș din Iaslovăț

## Legături externe
- pl Jaslowetz, Jazłowiec în Dicționarul geografic al Regatului Poloniei și al altor țări slave, volum III (Haag — Kępy) anul 1882